# Dirty Loops
Los Dirty Loops es una banda de Estocolmo, Suecia, integrada por Jonah Nilsson (voces y piano), Henrik Linder (bajo eléctrico) y Aron Mellergård (batería). Sus arreglos están adelantados estilísticamente, influenciados por el jazz, jazz fusión, góspel, funk, electrónica, pop, y la música disco. Se los conoce por su fusión de jazz que ha rearmonizado covers pop de canciones de pop como "Baby" por Justin Bieber, "Rollin' in the deep" por Adele, y "Wake me up" por Avicii. También interpretaron la versión 2016 de Over the Horizon para Samsung Electronics.

## Influencias
Los tres miembros de la banda estudiaron juntos en Södra Latin. Nilsson estudió teoría clásica mientras que Linder y Mellergårdh estudiaron jazz.
Tras la secundaria, estudiaron juntos en la Universidad Real de Música en Estocolmo. Jonah Nilsson también ha estudiado música en la Universidad Betel en Estocolmo. Henrik Linder estudió desde temprana edad en la Escuela de Música Adolf Fredrik.
Henrik Linder empezó su carrera musical como pianista a los 4 años y como bajista a los 13 años.
Jonah Nilsson también empezó a cantar de niño, y sus padres cantaron en el coro de Iglesia Katarina, en Estocolmo. A los 11 comenzó a tocar el piano. Apareció como cantante de apoyo y pianista de la gira de Danny Saucedo en 2005, el mismo año que Danny hizo su debut en el programa de televisión Swedish Idol.

## Historia
La banda se formó en 2008 y lanzó su primera canción en 2010. En febrero de 2011,  firmaron un contrato de administración con productor y compositor Andreas Carlsson. El 3 de septiembre de 2011 la banda acompañó a Danny Saucedo en la gala de música Aftonbladet, "Rockbjörnen".
El director Andreas Carlsson ha priorizado el desarrollo de marca de la banda. Sobre todo, les ha aconsejado prudencia sobre qué cargar y publicar en la Internet. Han aparecido en varias entrevistas televisivas, y en 2015 aparecieron en una pausa del festival sueco Melodifestivalen donde se escuchó la canción ganadora de 2014, "Undo", interpretada por la artista Sanna Nielsen.
Andreas Carlsson ha ayudado a la banda para conseguir un contrato récord global. En 2012, la banda viajó a los EE. UU. para acompañar a varias personalidades de la música, el cantante Brian McKnight, el baterista Simon Phillips y el bajista Nathan East, entre otros. Finalmente, firmaron un contrato récord con el reconocido productor disquero, tecladista y pianista a nivel mundial David Foster y la Subsidiaria de Universal Music Verve.

### Álbum debut:Loopified
Su álbum  debut, Loopified, se lanzó el 16 de abril en Japón, el 19 de mayo en el Reino Unido, y el 19 de agosto en los EE.UU..

### Pausa y segundo álbum
Citando diferencias creativas durante la primera producción de su segundo álbum, el grupo ha anunciado que se tomarían un descanso para dedicarse a intereses individuales. El 26 de diciembre de 2018, postearon en su Instagram dando pistas hacia la conclusión de su segundo álbum, marcando el fin de su hiato. El primer solo fuera de su segundo álbum estuvo lanzado el 20 de mayo de 2019.

## Giras

### David Foster y Andreas Carlsson
A finales de 2012, la banda apoyó a David Foster y Andreas Carlsson en Japón, China, Indonesia, Singapur y Tailandia para el "David Foster & Friends Tour". Tocaron para decenas de miles de personas durante la gira, y un momento destacado de esta fue cuando Jonah y Chaka Khan actuaron juntos como un dúo.

### La Gira V de Maroon 5
La banda abrió para Maroon 5 durante las etapas de Asia y Oceanía del Maroon V Tour, una gira mundial de conciertos de la banda estadounidense Maroon 5 en apoyo de su quinto álbum V. La gira se anunció el 2 de septiembre de 2014 y comenzó el 16 de febrero de 2015. La gira tuvo lugar en América del Norte, Europa, África, Asia y Oceanía hasta octubre de 2015.
| Fecha de Presentación    | Ciudad         | País           | Lugar                         | Acto de apertura | Aforo          | Ingresos       |
| Etapa 6 — Asia           | Etapa 6 — Asia | Etapa 6 — Asia | Etapa 6 — Asia                | Etapa 6 — Asia   | Etapa 6 — Asia | Etapa 6 — Asia |
| ------------------------ | -------------- | -------------- | ----------------------------- | ---------------- | -------------- | -------------- |
| 1 de septiembre de 2015  | Osaka          | Japón          | Osaka-jō Hall                 | Dirty Loops      | —              | —              |
| 2 de septiembre de 2015  | Tokio          | Japón          | Yokohama Arena                | Dirty Loops      | —              | —              |
| 4 de septiembre de 2015  | Hong Kong      | Hong Kong      | AsiaWorld-Arena               | Dirty Loops      | —              | —              |
| 6 de septiembre de 2015  | Daegu          | Corea del Sur  | Estadio Daegu                 | Dirty Loops      | —              | —              |
| 7 de septiembre de 2015  | Seúl           | Corea del Sur  | Olympic Gymnastics Arena      | Dirty Loops      | —              | —              |
| 14 de septiembre de 2015 | Taipéi         | Taiwán         | Sala Nangang                  | Dirty Loops      | —              | —              |
| 17 de septiembre de 2015 | Manila         | Filipinas      | Mall of Asia Arena            | Dirty Loops      | —              | —              |
| 19 de septiembre de 2015 | Singapur       | Singapur       | Marina Bay Street Circuit     | No Disponible    | —              | —              |
| 21 de septiembre de 2015 | Bangkok        | Tailandia      | Impact Arena                  | Dirty Loops      | —              | —              |
| 22 de septiembre de 2015 | Bangkok        | Tailandia      | Impact Arena                  | Dirty Loops      | —              | —              |
| Etapa 7 — Oceanía        |                |                |                               |                  |                |                |
| 26 de septiembre de 2015 | Melbourne      | Australia      | Rod Laver Arena               | Dirty Loops      | —              | —              |
| 28 de septiembre de 2015 | Brisbane       | Australia      | Brisbane Entertainment Centre | Dirty Loops      | —              | —              |
| 29 de septiembre de 2015 | Sídney         | Australia      | Allphones Arena               | Dirty Loops      | —              | —              |
| 1 de octubre de 2015     | Christchurch   | Nueva Zelanda  | Horncastle Arena              | Dirty Loops      | —              | —              |
| 3 de octubre de 2015     | Auckland       | Nueva Zelanda  | Vector Arena                  | Dirty Loops      | —              | —              |

1. ↑  https://news.samsung.com/global/behind-the-scenes-with-dirty-loops-over-the-horizon
2. ↑  «Dirty Loops: how funk fusion covers led to international acclaim».
3. ↑  «Copia archivada». Archivado desde el original el 23 de julio de 2021. Consultado el 25 de mayo de 2020.
4. ↑  https://www.instagram.com/p/Bw96SBDHB4K/
5. ↑  Recursos para Shows en Asia
6. ↑  Sources for shows in Oceania

## Miembros

### Jonah Nilsson (voces y piano)
El viaje musical de Jonah comenzó cuando cantó en el coro de la Iglesia Katarina en Estocolmo, dirigido por sus padres a la edad de un año. También comenzó a aprender el contrabajo a los ocho años, pero rápidamente cambió a las lecciones de piano en música clásica a los 11 años, inspirado en una de sus piezas favoritas de Chopin, Fantasie Impromptu en Do sostenido menor. En su último año en la escuela secundaria, se cambió a los estudios de piano jazz. Asistió a varias escuelas de música, incluyendo Sodra Latin, Adolf Fredrik School of Music, Betel College y la Royal Music Academy en Estocolmo.
A los 17 años, colaboró con Arvid Svenungsson para producir un musical basado en la Biblia centrado en el personaje, Job. Conoció a Aron Mellergardh y escribió canciones juntos en la onda del groovy funk, inspirado en la música de los 80 y bandas como Toto. Más tarde, se unió a la gira de Danny Saucedo como corista y tecladista. Sus habilidades para la composición de canciones y la producción musical lo hicieron muy buscada por muchos, incluido Jenny Berggren, un exmiembro de la banda, Ace of Base

### Henrik Linder (bajo eléctrico)
Henrik Linder nació en Suecia y comenzó a tocar el piano a los 4 años. Mientras crecía, escuchaba música que escuchaba su hermana mayor, incluidos artistas como Soundgarden, ya que le gustaba el uso de la banda de metros extraños en sus canciones. Cuando tenía alrededor de 12 años, una chica de la que estaba enamorado le dijo que el bajo era el "instrumento más sexy".
Más tarde, a los 13 años, Linder cambió al bajo. Uno de sus primeros ídolos de bajo infantil fue Flea de los Red Hot Chili Peppers después de escuchar la canción de la banda "Aeroplane" del álbum One Hot Minute. Además, Linder descubrió más tarde grupos como The Brecker Brothers y Tribal Tech, con Gary Willis en el bajo. Gary Willis se convertiría en una de sus mayores influencias. Linder también comenzó a tomar lecciones con un bajista sueco local, Robert Sudin. A los 16 años, Linder ya era un músico ocupado en la sesión de Estocolmo y tocaba con muchos grupos diferentes.
Linder asistió a la escuela secundaria en Södra Latin y luego estudió jazz en el Royal College of Music de Estocolmo, Suecia.  Mientras estudiaba, colaboró con su amigo de la infancia y baterista Aron Mellergårdh. Como compañeros de clase en la Royal Academy of Music, practicaban y tocaban juntos lo más posible. Más tarde, Mellergårdh y Linder comenzaron a trabajar con otro de sus compañeros de clase y amigos de la infancia, el pianista y vocalista Jonah Nilsson. Su colaboración finalmente condujo a la creación de Dirty Loops en 2008.

### Aron Mellergård (batería)
Aron Mellergård creció en Gislaved, Suecia, donde se inspiró para aprender a tocar la batería de una familia musical. Conoció a los futuros compañeros de banda de Dirty Loops Jonah Nilsson y Henrik Linder en Södra Latin, una escuela secundaria en Södermalm Estocolmo. Luego asistió al Royal College of Music en Estocolmo antes de comprometerse con Dirty Loops

## Discografía

### Álbumes de estudio
| Año  | Álbum     | Posición alcanzada | Posición alcanzada | Posición alcanzada | Posición alcanzada | Certificación |
| Año  | Álbum     | SWE                | DEN                | NI                 | EE.UU.             | Certificación |
| ---- | --------- | ------------------ | ------------------ | ------------------ | ------------------ | ------------- |
| 2014 | Loopified | 19                 | 26                 | 25                 | 86                 |               |

### Singles
| Título          | Año  | Álbum |
| --------------- | ---- | ----- |
| "Work Shit Out" | 2019 | TBA   |
| "Next To You"   | 2019 | TBA   |
| "Rock You"      | 2020 | TBA   |